# Vetenskapsåret 1972

## Händelser

### Astronomiochrymdfart
- 5 januari - USA:s president Richard Nixon beslutar utveckla rymdfärjan.
- 4 februari - Amerikanska rymdsonden Mariner 9 skickar bilder från Mars.
- 21 februari - Sovjetiska rymdsonden Luna 20 landar på månen.

2 mars - Pioneer 10 sänds upp.
- 16 april - Apollo 16 sänds upp.
- 20 april - USA:s rymdexpedition Apollo 16 landar på månen [1].
- 23 juli - USA sänder upp Landsat 1, den första jordresurssatelliten.
- 10 augusti - En meteor tar sig in i Jordens atmosfär på grund av en Apollo-asteroid och syns över västra USA och Kanada.[2]
- 11 december - USA:s rymdexpedition Apollo 17 landar på månen [1].

### Ekologi
- Okänt datum - James Lovelock görs den första tryckta referensen till Gaiateorin.[3]

### Kemi
- 16 januari - Borrning efter olja inleds på den svenska ön Gotland.

### Medicin
- 1 oktober - Den första offentliggjorda rapporten om produktionen av en rekombinant DNA-molekulr, markerar starten på den moderna molekylära biologin.[4]

## Pristagare
- Copleymedaljen: Nevill F. Mott
- Darwinmedaljen: David Lack
- Ingenjörsvetenskapsakademien utdelar Axel F. Enströmmedaljen till Martin Fehrm.
- Nobelpriset:[5]
  - Fysik: John Bardeen, Leon Cooper, Robert Schrieffer
  - Kemi: Christian Anfinsen, Stanford Moore, William Stein
  - Fysiologi/Medicin: Gerald M. Edelman, Rodney R. Porter
- Steelepriset: Edward Curtis, William Ellison, Lawrence Payne, Dana Scott
- Turingpriset: Edsger Dijkstra
- Wollastonmedaljen: Hans Ramberg [6]

## Födda
- 4 april – Martin Rundkvist, svensk arkeolog.
- 3 juni – Ashk Dahlén, svensk språkvetare.

## Avlidna
- 1 oktober - Louis Leakey, 69, brittisk paleontolog.

### Fotnoter
1. 1 2  Så funkar universum, James Muirden
2. ↑  Observation of Meteoroid Impacts by Space-Based Sensors Arkiverad 20 oktober 2007 hämtat från the Wayback Machine. astrosociety.org, 1998, 'Apollo asteroid about ten meters in diameter'
3. ↑  Lovelock, J. E. (26 februari 1972). ”Gaia as seen through the atmosphere”. Atmospheric Environment "6" (8):  ss. 579–580. doi:10.1016/0004-6981(72)90076-5. ISSN 0004-6981. https://www.sciencedirect.com/science/article/pii/0004698172900765?via%3Dihub.
4. ↑  Jackson, David A.; Symons, Robert H.; and Berg, Paul. (1972). Biochemical Method for Inserting New Genetic Information into DNA of Simian Virus 40: Circular SV40 DNA Molecules Containing Lambda Phage Genes and the Galactose Operon of Escherichia coli. Proceedings of the National Academy of Sciences (U.S.) 69(10), 2904–2909.
5. ↑  ”Nobelpriset”. http://nobelprize.org/nobel_prizes/lists/all/index.html. Läst 10 april 2011.
6. ↑  ”Geological Society”. Arkiverad från originalet den 5 juni 2011. https://web.archive.org/web/20110605102217/http://www.geolsoc.org.uk/gsl/society/history/page750.html. Läst 14 april 2011.